# Мустафа паша джамия (Видин)
Мустафа паша джамия или Дервишката джамия в центъра на Видин понастоящем е в оскъдни развалини.
Построена е през XVIII век. Намира се в тригълник между улиците „Цар Симеон Велики“ (зад сграда, наричана Старата поща), „Княз Дондуков“ и „Димитър Маринов“.

## Описание
Джамията е с форма на паралелепипед. Югоизточно от нея е изграден кервансарай. Предверието, заедно с молитвения салон, е под общ четирискатен покрив с било. Външните стени са с дебелина 90 cm, с дървени сантрачи.
Молитвеният салон е с почти квадратна форма. Осветява се от прозорци, разположени на 2 етажа. Минарето се намира вдясно от входа на джамията. Изградено е от тухли и варово-пясъчен разтвор.
Чучурите на чешмата при джамията са покрити от павилион с 4 полукръгли отвора и 2 врати в двата ѝ крака. Отворите се затварят с железни декоративни мрежи. Във вътрешността има ледница.
В двора на джамията е гробът на Осман Пазвантоглу, ограден с каменни плочи, богато орнаментирани с плитка профилировка. На мястото на главата (на запад) е поставен каменен стълб с надпис на арабски език върху него. Най-горе завършва с моделиран фес. На другия край на гроба (на изток) е поставен също каменен стълб.

## Състояние
Кервансараят отдавна не съществува. Минарето е полусринато към 1975 г. Джамията е изоставена да се саморазрушава. Днес повечето от каменните елементи са разграбени, останките са оскъдни.
Оцелял е гробът на Пазвантоглу досами сграда към ул. „Цар Симеон Велики“. Днес украсените каменни плочи отсъстват, а гробът е опасан с ограда от ковано желязо. Пред каменните стълбове извън оградата има друг такъв стълб с надпис на арабица.